# Tình án
Tình án là một bộ phim truyền hình được thực hiện bởi Hãng phim Truyền hình Thành phố Hồ Chí Minh, Đài Truyền hình Thành phố Hồ Chí Minh do Võ Việt Hùng làm đạo diễn. Phim được chuyển thể từ tiểu thuyết Cư Kỉnh của nhà văn Hồ Biểu Chánh. Phim phát sóng vào lúc 18h00 từ Chủ Nhật đến thứ 3 hàng tuần bắt đầu từ ngày 8 tháng 2 năm 2009 và kết thúc vào ngày 30 tháng 3 năm 2009 trên kênh HTV9.

## Nội dung
Tình án xoay quanh cái chết bất ngờ với một lưỡi dao rọc giấy cắm trên ngực của Chí Cao (Trương Minh Quốc Thái) – nhà văn chuyên viết tiểu thuyết diễm tình và dùng vẻ ngoài hào hoa để quyến rũ phụ nữ. Chí Cao lại là hàng xóm của thân thiết của gia đình ông Huyện Hàm Tân (Huỳnh Anh Tuấn) – một "danh gia vọng tộc" nề nếp gia phong ở Cần Thơ.

## Diễn viên
- Huỳnh Anh Tuấn trong vai Ông Huyện Hàm Tân
- Thiên Hương trong vai Bà Huyện Hàm Tân
- Trương Minh Quốc Thái trong vai Chí Cao[5]
- Quốc Cường trong vai Phủ Huyền
- Tấn Beo trong vai Quân[6]
- Quế Phương trong vai Thanh Túy[7]
- Thanh Trúc trong vai Huyên
- Trương Quỳnh Anh trong vai Bảng
- Minh Luân trong vai Thơ Toán Thanh
- Mỹ Dung trong vai Bà Ba
- Tấn Hưng trong vai Hương Quản Tại

Cùng một số diễn viên khác....

## Nhạc phim
- Cúi mặt

Sáng tác: Ngọc Sơn
Thể hiện: Lam Tuyền
- Vòng sầu

Sáng tác: Ngọc Sơn
Thể hiện: Lam Tuyền

## Giải thưởng
| Năm  | Giải thưởng   | Hạng mục                              | (Người) đề cử         | Kết quả   | Tham khảo     |
| ---- | ------------- | ------------------------------------- | --------------------- | --------- | ------------- |
| 2009 | Giải Mai Vàng | Nam diễn viên truyền hình             | Trương Minh Quốc Thái | Đề cử     | [ 8 ] [ 9 ]   |
| 2009 | Giải Mai Vàng | Nữ diễn viên truyền hình              | Trương Quỳnh Anh      | Đề cử     | [ 8 ] [ 9 ]   |
| 2009 | Giải Mai Vàng | Đạo diễn phim truyền hình             | Võ Việt Hùng          | Đoạt giải | [ 10 ] [ 11 ] |
| 2010 | HTV Awards    | Nam diễn viên phụ được yêu thích nhất | Tấn Beo               | Đoạt giải | [ 12 ] [ 13 ] |